# Aspidosperma limae
Aspidosperma limae är en oleanderväxtart som beskrevs av R. E. Woodson. Aspidosperma limae ingår i släktet Aspidosperma och familjen oleanderväxter. Inga underarter finns listade i Catalogue of Life.